# Melittia rufodorsa
Melittia rufodorsa is een vlinder uit de familie wespvlinders (Sesiidae), onderfamilie Sesiinae.
Melittia rufodorsa is voor het eerst wetenschappelijk beschreven door Hampson in 1910. De soort komt voor in het Afrotropisch gebied.